# 帕索-德洛斯利夫雷斯

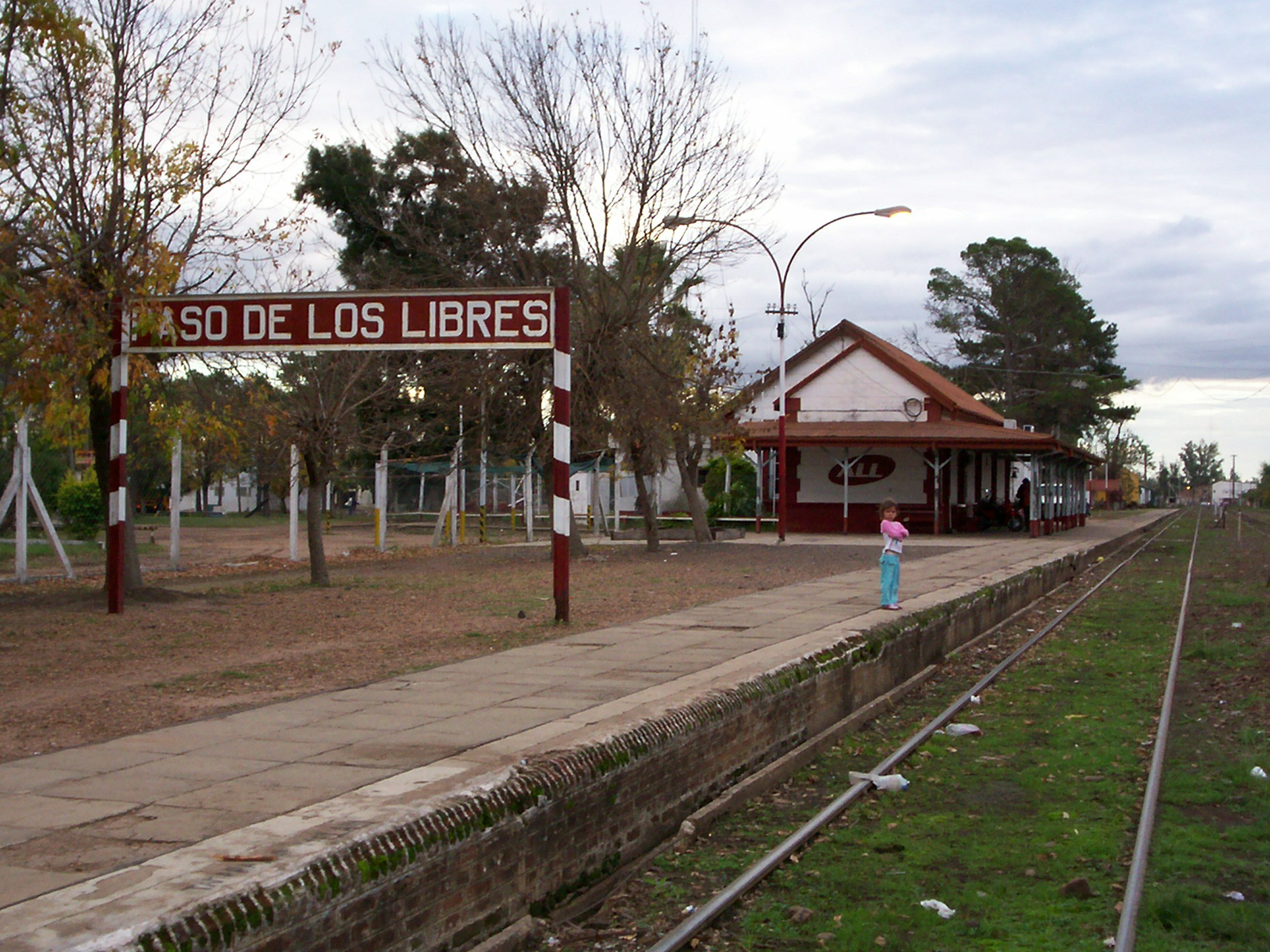
帕索-德洛斯利夫雷斯

帕索-德洛斯利夫雷斯是阿根廷的城鎮，位於該國東北部烏拉圭河西岸，由科連特斯省負責管轄，始建於1843年，海拔高度24米，每年平均降雨量1,611毫米，2001年人口40,494。